# فلیکس دیویس
فلیکس دیویس (انگلیسی: Felix Davis; ۱۰ ژوئیهٔ ۱۸۶۹ – ۱۹۵۰ (۸۰−۸۱ سال)) بازیکن فوتبال بود.
از باشگاه‌هایی که در آن بازی کرده‌است می‌توان به باشگاه فوتبال چسترفیلد و باشگاه فوتبال گریمزبی تاون اشاره کرد.